# Wendelin Zink
Wendelin Zink (gebürtig Sebastian Zink; * 24. Dezember 1777 in Mangolding bei Regensburg; † 29. Mai 1840 in Stralsund) war ein deutscher römisch-katholischer Priester.

## Leben
Sebastian Zink wurde 1777 als Sohn einer wohlhabenden Bauernfamilie geboren. Im Alter von 15 Jahren begann er die Ausbildung zum Theologen. Zunächst wurde er in Straubing privat unterrichtet, dann am dortigen, von den Karmeliten und später den Prämonstratensern betriebenen städtischen Gymnasium. 1796 absolvierte er ein Noviziat am Karmelitenkloster Abensberg. Dort erhielt er seinen Ordensnamen Wendelin. Nach dem einfachen Gelübde 1797 ging er wieder nach Straubing, wo er 1799 im dortigen Karmelitenkloster das feierliche Gelübde ablegte. 1801 wurde er in Regensburg zum Priester geweiht.
Aus Rom wurde Zink mit der Erfüllung der Mission der Propaganda in Schwedisch-Pommern betraut. Er begab sich im August 1803 nach Stralsund, wo er am 16. September 1803 eintraf. Die dortige Dreifaltigkeitskirche war 1785 eingeweiht worden. Ab 1805 war Zink dort als alleiniger Priester tätig.
Während der Besetzung Roms durch die Franzosen ruhte Zinks Alimentierung durch die Mission. Er sicherte seinen Lebensunterhalt und die Bezahlung seiner Kirchdiener und damit die Existenz der katholischen Gemeinde durch die Erteilung von Privatunterricht in Italienisch, Französisch, Geschichte und Geographie.
Anfang des 19. Jahrhunderts unternahm er auch seelsorgerische Fahrten auf die Insel Rügen. Wendelin Zink starb 1840 in Stralsund.